# Marcin Janusz
Marcin Janusz (Nowy Sącz, 31 de julho de 1994) é um jogador de voleibol polonês que atua na posição de levantador.

## Carreira

### Clube
Janusz começou sua carreira esportiva no STS Dunajec Nowy Sącz, clube de sua cidade natal. Começou atuando inicialmente como ponteiro e central, mas logo após seu treinador o convencer a mudar de posição, se aprimorou como levantador. Na temporada 2010–11 o atleta atuou nas categorias juvenis do PGE Skra Bełchatów. Passou os três anos seguintes emprestado para o AZS Częstochowa e para o Effector Kielce, por onde atuou na primeira divisão do campeonato polonês.
Retornou ao PGE Skra Bełchatów para atuar pelo time principal em 2015, por onde conquistou nos três anos subsequentes um Campeonato Polonês, uma Copa da Polônia e uma Supercopa Polonesa. Em 2018 o atleta assinou contrato com o Trefl Gdańsk por onde atuou por três temporadas.
Em 2021 o levantador foi anunciado como o novo reforço do ZAKSA Kędzierzyn-Koźle, conquistando em sua temporada de estreia o título da Copa da Polônia, o Campeonato Polonês e a Liga dos Campeões.

### Seleção
Janusz estreou na seleção adulta polonesa pela Liga da Nações de 2018, terminando a competição em quinto lugar. No ano seguinte, na mesma competição, conquistou a medalha de bronze.
Em 2022 obteve novamente uma medalha de bronze pela Liga das Nações, além do vice-campeonato no Campeonato Mundial.
Na decisão do Campeonato Europeu de 2023, Janusz, junto à seleção polonesa, derrotou a seleção da Itália por 3–0 e conquistou o inédito título do Campeonato Europeu de sua carreira.

## Títulos
PGE Skra Bełchatów
- Campeonato Polonês: 2017–18
- Copa da Polônia: 2015–16
- Supercopa Polonesa: 2017

ZAKSA Kędzierzyn-Koźle
- Liga dos Campeões: 2021–22, 2022–23
- Campeonato Polonês: 2021–22
- Copa da Polônia: 2021–22, 2022–23
- Supercopa Polonesa: 2023

## Clubes
| Anos      | Clube                  |
| --------- | ---------------------- |
| 2011–2012 | PGE Skra Bełchatów     |
| 2012–2014 | AZS Częstochowa        |
| 2014–2015 | Effector Kielce        |
| 2015–2018 | PGE Skra Bełchatów     |
| 2018–2021 | Trefl Gdańsk           |
| 2021–     | ZAKSA Kędzierzyn-Koźle |

## Prêmios individuais
- 2018: Copa da Polônia – Melhor levantador
- 2022: Copa da Polônia – MVP
- 2022: Torneio Hubert Jerzeg Wagner – Melhor levantador